# Сън-Хуа Куон
Сън-Хуа Куон (по баща Пайк), по-известна просто като Сън, е героиня от телевизионния сериал „Изгубени“, излъчван по ABC. Ролята се изпълнява от Юнджин Ким. Сън умира заедно със Джин в епизода "The Candidate" от шести сезон. В българския дублаж се озвучава от Милена Живкова, от Поликсена Костова в четвърти сезон на AXN и от Златина Тасева в пети и шести сезон на AXN.

## Биография на героинята

### След катастрофата

#### След Острова
Сън става една от Шестимата от Океаник, широко популярните оцелели от Полет 815. Като част от измислената история, Сън разкрива, че Джин не е успял да се измъкне от самолета, след като е катастрофирал. Малко след като пристига в дома си в Корея, Сън купува основния пакет от компанията на баща ѝ с част от обезщетението, което е получила от Океаник, и му казва, че той е един от двамата души, отговорни за смъртта на Джин (вторият е Бен, както става ясно в петия сезон). Няколко месеца по-късно, Сън ражда здраво момиче. Кръщава я Джи Ян, както Джин пожелава на острова. По-късно тя е посетена от Хърли, и двамата отиват на гроба на Джин, където Сън казва, че той и липсва и е викала за него докато е раждала, знаейки че не е там.
Няколко години по-късно, Сън пътува до Лондон, за да се срещне с Чарлс Уидмор. Тя му казва, че знае за опитите му да открие острова, както и за това, че Шестимата от Океаник лъжат. Тя дава на Уидмор визитната си картичка и му казва да се свърже с нея, когато е готов да работят заедно, след което си тръгва.
В премиерата на петия сезон, Сън пътува до Лос Анджелис от Кореа, където е задържана от Чарлс Уидмор. Той я разпитва за мотивите ѝ да се свърже с него с такова неуважение преди да попита какво общо тя мисли, че имат. Сън му казва, че единственият им общ интерес е да убият Бенджамин Лайнъс. Когато е в Лос Анджелис Сън се свързва с Кейт, и ѝ казва, че не я обвинява, че не е намерила Джин преди да се качат на хеликоптера, а че Кейт е постъпила правилно, и сега трябва да направи същото, предпазвайки Арън на всяка цена.
По-късно Кейт решава да проследи адвоката, заради случая срещу нея и моли Сън да го гледа по това време. Тогава Сън получава пакет, в който има шоколадови бонбони и пистолет. В края на епизода Кейт казва на Сън къде да се срещнат – при едно пристанище, където тя наблюдава от колата си групата, която говори за Хърли и Арън. Сън взима пистолета и слиза от колата.
Когато заплашва Бен, Сън научава, че Джин е жив и е все още на острова. За да ѝ докаже, че това е истина, той ѝ дава венчалната халка на Джин, която той е дал на Лок, за да убеди Сън, че е мъртъв, така че тя да не се върне и да не попадне в опасност. Отивайки с Бен и Джак до място в Ел Ей, където те да научат как да се върнат на острова, Сън среща мистериозната Г-жа Хоукинг, която им описва как едно гигантско махало показва как да се върнат на острова. Те трябва да преминат през конкретно място между Ел Ей и Гуам. На борда на полета, заедно с Джак, Кейт, Хърли, Саид и Бен, Сън е заслепена от бяла светлина, която пренася част от пасажерите на острова.

#### Завръщане на Острова
Сън обаче се озовава през 2007 година на острова, където е станция Хидра, близо до основния остров, заедно с повечето от пасажерите на полет 316 (включително Бен, Лапидъс и Лок). Когато Бен се отправя към джунглата в опит да се завърне на основния Остров, тя го последва заедно с Лапидъс. Сън удря с лопата Бен, когато те намират две канута, а гя и Лапидъс продължават към Острова. Те откриват бунгалата празни. Там е единствено Крисчън Шепърд. Когато Сън иска да узнае къде е Джин, той я информира, че той е на Острова, но в 1977 година.
След като среща предполагаемо възкръсналия Джон Лок, тя го последва до лагера на Другите. Мъжът, който се представя за Лок ѝ казва, че има начин тя да се събере със съпруга си, и той ще го намери. Когато Сън не е там обаче, фалшивият Лок казва на Бен, че няма интерес да събира Сън и Джин. Когато Другите минават през стария лагер на оцелелите на плажа, Сън намира пръстена на Чарли в старата люлка на Арън. По-късно Сън присъства, когато при останките от Статуята Илана доказва, че възкръсналият Лок е измамник, разкривайки тялото на истинския Джон Лок.